# Тацуо Хори
Тацуо Хори (на японски: 堀 辰雄) е японски писател, поет и преводач.
Роден е на 28 декември 1904 година в Токио. Завършва Токийския университет, като още в студентските си години започва да превежда френска поезия. По-късно публикува редица прозаични и поетични работи, често повлияни от продължителното му боледуване от туберкулоза. Сред тях е най-известната му книга „Вятърът се надига“ („風立ちぬ“, 1936-1937), любовна история, чието действие се развива в планински санаториум, мотиви от която са използвани в едноименния филм на Хаяо Миядзаки от 2013 година.
Тацуо Хори умира на 28 май 1953 година в Нагано.